# رمال رمال
رمّال حسن رمّال (30 سبتمبر 1951 - 31 مايو 1991) عالم لبناني راحل.  عاش في بيروت فترة تحصيله المدرسي قبل أن ينتقل إلى فرنسا في سن الثمانية عشر ليبدأ مشواره العلمي. حصل سنة 1973 على شهادة الكفاءة في الرياضيات البحتة من جامعة جوزيف فورييه (UJF]) في غرونوبل. في العام التالي نال شهادتي الكفاءة في الفيزياء والكفاءة في الرياضيات التطبيقية من نفس الجامعة. في عام 1977 حصل على شهادة الدكتوراه حلقة ثالثة في الفيزياء قبل أن يتم في عام 1981 الدكتوراه الدولية من جامعة فورييه نفسها. 

## عن حياته
ولد في بلدة الدوير الواقعة في جنوب لبنان في 30 أيلول سنة 1951 ولقد عاش في بيروت فترة تحصيله المدرسي قبل أن ينتقل إلى فرنسا في سن الثمانية عشر ليبدأ مشواره العلمي. حصل سنة 1973 على شهادة الكفاءة في الرياضيات البحتة من جامعة جوزيف فورييه (جامعة جوزيف فورييه) في غرونوبل. في العام التالي نال شهادتي الكفاءة في الفيزياء والكفاءة في الرياضيات التطبيقية من نفس الجامعة. في العام 1977 حصل على شهادة دكتوراه حلقة ثالثة في الفيزياء قبل أن يتم في العام 1981 الدكتوراه الدولية من جامعة فورييه نفسها.
عمل رمّال في مجال المادّة المكثّفة (matière condensée) و‌الفيزياء الإحصائية والنظريّة في مركز البحوث حول درجات الحرارة الشديدة الانخفاض (بالفرنسية: Centre de Recherches sur les Très Basses Températures)‏ في غرونوبل. تميُّز أبحاثه وكميّة ونوعيّة مقالاته العلمية خولاه الحصول على سمعة ممتازة فرنسيّاً وعالميّاً بالإضافة إلى تكريمه بالعديد من الجوائز والميداليات.

## ألقابه وإنجازاته وتكريمه
- حصل على الميداليّة البرونزية عام 1984 والتي يمنحها سنويّاً المركز الوطني للبحوث العلمية في فرنسا (المركز الوطني الفرنسي للبحث العلمي) تكريماً لأفضل الباحثين الشباب في بداية مشوارهم العلمي.
- أعطته مجلة العلوم والابحاث الاميريكية في العام 1984 لقب أصغر عالم في جيله.
- حصل في العام 1988 على الميداليّة الفضيّة من المركز الوطني للبحوث العلميّة في فرنسا. هذه الجائزة تكرّم الباحثين الشباب الذين ذاع صيتهم عالمياً.
- عام 1989 اعتبرته مجلة (Le Point) الفرنسية واحدا من بين مائة شخصية فرنسية مهيّأة لتغيير وجه فرنسا على أبواب العام 2000.
- نشر ما يقارب ال 120 مقال علمي في أشهر المجلاّت المتخصصة بالرغم من وفاته في ريعان الشباب (40 عاماً).
- بعد وفاته منحته الدولة اللبنانية وسام الأرز من رتبة كومودور.
- عُقد في غرونوبل مؤتمر علمي باسمه حيث نشرت فيه أعماله في عدد خاص سنة 1993.
- استحدث المجتمع الفرنسي الفزيائي (SFP [الفرنسية]) ميدالية باسمه تُمنح كل عام للفيزيائيين المتميزين في حوض المتوسط. استمرت هذه الجائزة من العام 1993 وحتى العام 1999 حيث توقفت نتيجة الضغوط اللبنانية لعدم منح الجائزة لإسرائيلي.
- منذ العام 1999 وحتى يومنا هذا، تخصص الجمعية الأوروبية لتقدم العلوم والتكنولوجيا (Euroscience) جائزة سنوية للفيزيائيين المتميّزين في حوض المتوسط تخليداً لاسمه.

## وفاته
توفي في 31 أيار 1991 في فرنسا ودفن في مسقط رأسه حيث أقيم ضريح تخليداً لذكراه. لم تسمح السلطات الفرنسية التي رافقت جثمانه إلى لبنان بالكشف عليه. إلّا أن العائلة متمثلة بشقيقه المقيم في فرنسا أكّدت أنّ رمّال كان يعاني مشاكل في القلب وأن الإجهاد تسبب بوفاته.
توفي في ال 40 من العمر. منح بعد وفاته وسام الأرز الوطن برتبة كومودور، استحدث المجتمع الفرنسي الفزيائي ميدالية باسمه تُمنح كل عام للفيزيائيين المتميزين.  استمرت هذه الجائزة من العام 1993 وحتى العام 1999 حيث توقفت نتيجة الضغوط اللبنانية لعدم منح الجائزة لإسرائيلي. ومنذ العام 1999 وحتى يومنا هذا، تخصص الجمعية الأوروبية لتقدم العلوم والتكنولوجيا جائزة سنوية للفيزيائيين المتميّزين في حوض المتوسط تخليداً لاسمه. 

## وصلات خارجية
جائزة رمّال - Euroscience
تقرير إلغاء جائزة رمّال من قبل المجتمع الفرنسي للفيزياء
جملة رمّال قبل مماته: " لديّ أملٌ واحد: أن ينتصر العقل البشري في النهاية"